# Броди, Шандор (футболист)
Шандор Броди (венг. Bródy Sándor; 16 мая 1884, Секула, Сеница — 19 апреля 1944) — венгерский футболист, игравший на позиции полузащитника. По завершении игровой карьеры — футбольный тренер. Выступал за клуб «Ференцварош», а также национальную сборную Венгрии. Восьмикратный чемпион Венгрии как игрок.

## Клубная карьера
С 1901 года выступал в составе клуба «Ференцварош». Играл на позиции центрального полузащитника в период доминирования клуба на национальном уровне. За время выступлений Броди в команде, «Ференцварош» восемь раз завоевывал звание чемпиона Венгрии. Шандор не отличался выдающимися футбольными способностями, но был очень неутомимым и трудолюбивым игроком, лидером на поле. Против любого соперника всегда играл в полную силу, был полностью преданным команде. Благодаря этим качествам впоследствии стал капитаном команды.
В 1909 году вместе с «Ференцварошем» стал победителем Кубка вызова, международного турнира, который проводился для клубов из стран, которые входили в состав Австро-Венгрии. «Ференцварош» стал первым клубом не из Австрии, выиграл соревнования. В финале венгерская команда с Броди в составе победила австрийский «Винер Шпорт-Клуб» со счетом 2: 1, а победный гол забил знаменитый бомбардир Имре Шлоссер. Через два года эти же команды вновь сошлись в финале, но на этот раз победу праздновал «Винер» (0: 3).
Броди завершил выступления в составе «Ференцвароша» в 1914 году. Но в сезоне 1920-21 сыграл снова в составе команды в двух товарищеских матчах. Всего в составе команды сыграл, с учетом товарищеских матчей, по меньшей мере 304 матча и забил 13 голов.

## Выступления за сборную
В 1906 году дебютировал в официальных матчах в составе национальной сборной Венгрии в игре со сборной Австрии (3: 1). В течение карьеры в национальной команде провел в форме главной команды страны 17 матчей забив 1 гол. В 11 поединках был капитаном команды. Единственный гол забил в Москве в товарищеском матче со сборной России.
В составе сборной был участником футбольного турнира на Олимпийских играх 1912 в Стокгольме, однако на поле не выходил.
В 1903 и 1905 годах также сыграл два матча в составе сборной Будапешта.

## Карьера тренера
Список официальных тренеров «Ференцвароша» берет своё начало со времени введения профессионализма в 1926 году. Однако и раньше в команде были представители, которые фактически выполняли тренерские функции. Одним из таких был Шандор Броди. Впервые он руководил командой в матчах сезона 1920-21. С 1921 по 1923 год он работал в Швеции в клубе «Гётеборг», став, тем самым, первым профессиональным тренером шведского клуба.
К концу 1923 вернулся в «Ференцварош», где был неофициальным тренером до 1925 года. С 1926 года наставником команды стал Иштван Тот, но Броди остался в структуре команды. В 1929 году стал одним из организаторов турне «Ференцвароша» в Южной Америке. В 1937 году уже официально был тренером клуба в двух весенних матчах чемпионата 1936-37 годов.
Умер в 1944 году, в возрасте 59 лет.

## Титулы и достижения
- Чемпион Венгрии (9):

«Ференцварош»: 1903, 1905, 1906—1907, 1908—1909, 1909—1910, 1910—1911, 1911—1912, 1912—1913
- Обладатель Кубка Венгрии (1):

«Ференцварош»: 1912-13
- Обладатель Кубка вызова (1):

«Ференцварош»: 1909
- Финалист Кубка вызова (1):

«Ференцварош»: 1911